# Ciobani
Ciobani – wieś w Rumunii, w okręgu Ardżesz, w gminie Hârsești. W 2011 roku liczyła 397 mieszkańców.